# مسجد دورک اناری
مسجد دورک اناری مربوط به دوره پهلوی دوم است و در شهرستان کیار، بخش ناغان، دهستان مشایخ، روستای قدیمی دورک اناری واقع شده و این اثر در تاریخ ۱۵ دی ۱۳۸۷ با شمارهٔ ثبت ۲۴۲۲۳ به‌عنوان یکی از آثار ملی ایران به ثبت رسیده است.